# Щелочные металлы
Щелочны́е мета́ллы — элементы 1-й группы периодической таблицы химических элементов (по устаревшей классификации — элементы главной подгруппы I группы): литий Li, натрий Na, калий K, рубидий Rb, цезий Cs, франций Fr. Гипотетический 119-й элемент унуненний в случае своего открытия, согласно строению своей внешней электронной оболочки, также будет отнесён к щелочным металлам. При растворении щелочных металлов в воде образуются растворимые гидроксиды, называемые щелочами.

## Общая характеристика щелочных металлов
В Периодической системе они следуют сразу за инертными газами, поэтому особенность строения атомов щелочных металлов заключается в том, что они содержат один электрон на внешнем энергетическом уровне: их электронная конфигурация ns1. Очевидно, что валентные электроны щелочных металлов могут быть легко удалены, потому что атому энергетически выгодно отдать электрон и приобрести конфигурацию инертного газа. Поэтому для всех щелочных металлов характерны восстановительные свойства. Это подтверждают низкие значения их потенциалов ионизации (потенциал ионизации атома цезия — самый низкий) и электроотрицательности (ЭО). Как следствие, в большинстве соединений щелочные металлы присутствуют в виде однозарядных катионов. Однако существуют и соединения, где щелочные металлы представлены анионами (см. Алкалиды).
Некоторые атомные и физические свойства щелочных металлов
| Атомный номер | Название, символ | Число природных изотопов | Атомная масса | Энергия ионизации, кДж·моль−1 | Сродство к электрону, кДж·моль−1 | ЭО   | ΔHдисс, кДж·моль−1 | Металл. радиус, нм | Ионный радиус (КЧ 6), нм | tпл, °C | tкип, °C | Плотность, г/см³ | ΔHпл, кДж·моль−1 | ΔHкип, кДж·моль−1 | ΔHобр, кДж·моль−1 |
| ------------- | ---------------- | ------------------------ | ------------- | ----------------------------- | -------------------------------- | ---- | ------------------ | ------------------ | ------------------------ | ------- | -------- | ---------------- | ---------------- | ----------------- | ----------------- |
| 3             | Литий Li         | 2                        | 6,941(2)      | 520,2                         | 59,8                             | 0,98 | 106,5              | 0,152              | 0,076                    | 180,6   | 1342     | 0,534            | 2,93             | 148               | 162               |
| 11            | Натрий Na        | 1                        | 22,989768(6)  | 495,8                         | 52,9                             | 0,93 | 73,6               | 0,186              | 0,102                    | 97,8    | 883      | 0,968            | 2,64             | 99                | 108               |
| 19            | Калий К          | 2+1а                     | 39,0983(1)    | 418,8                         | 46,36                            | 0,82 | 57,3               | 0,227              | 0,138                    | 63,07   | 759      | 0,856            | 2,39             | 79                | 89,6              |
| 37            | Рубидий Rb       | 1+1а                     | 85,4687(3)    | 403,0                         | 46,88                            | 0,82 | 45,6               | 0,248              | 0,152                    | 39,5    | 688      | 1,532            | 2,20             | 76                | 82                |
| 55            | Цезий Cs         | 1                        | 132,90543(5)  | 375,7                         | 45,5                             | 0,79 | 44,77              | 0,265              | 0,167                    | 28,4    | 671      | 1,90             | 2,09             | 67                | 78,2              |
| 87            | Франций Fr       | 2а                       | (223)         | 380                           | (44,0)                           | 0,7  | —                  | —                  | 0,180                    | 20      | 690      | 1,87             | 2                | 65                | —                 |
|               |                  |                          |               |                               |                                  |      |                    |                    |                          |         |          |                  |                  |                   |                   |

а Радиоактивные изотопы:
40K, T1/2 = 1,277·109 лет; 87Rb, T1/2 = 4,75·1010 лет; 223Fr, T1/2 = 21,8 мин; 224Fr, T1/2 = 3,33 мин.
Все металлы этой подгруппы имеют серебристо-белый цвет (кроме серебристо-жёлтого цезия), они очень мягкие, их можно резать скальпелем. Литий, натрий и калий легче воды и плавают на её поверхности, реагируя с ней.

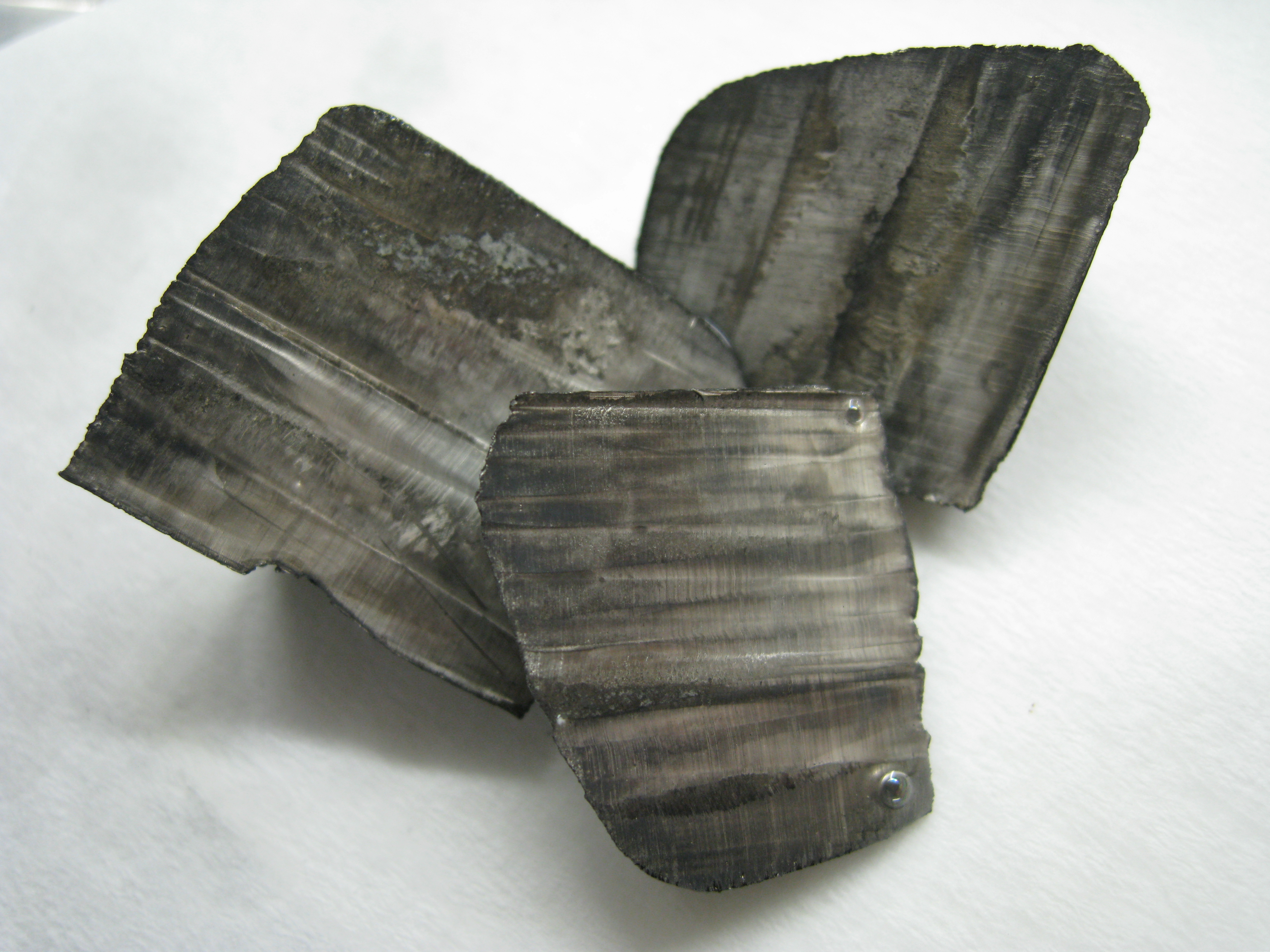
Литий
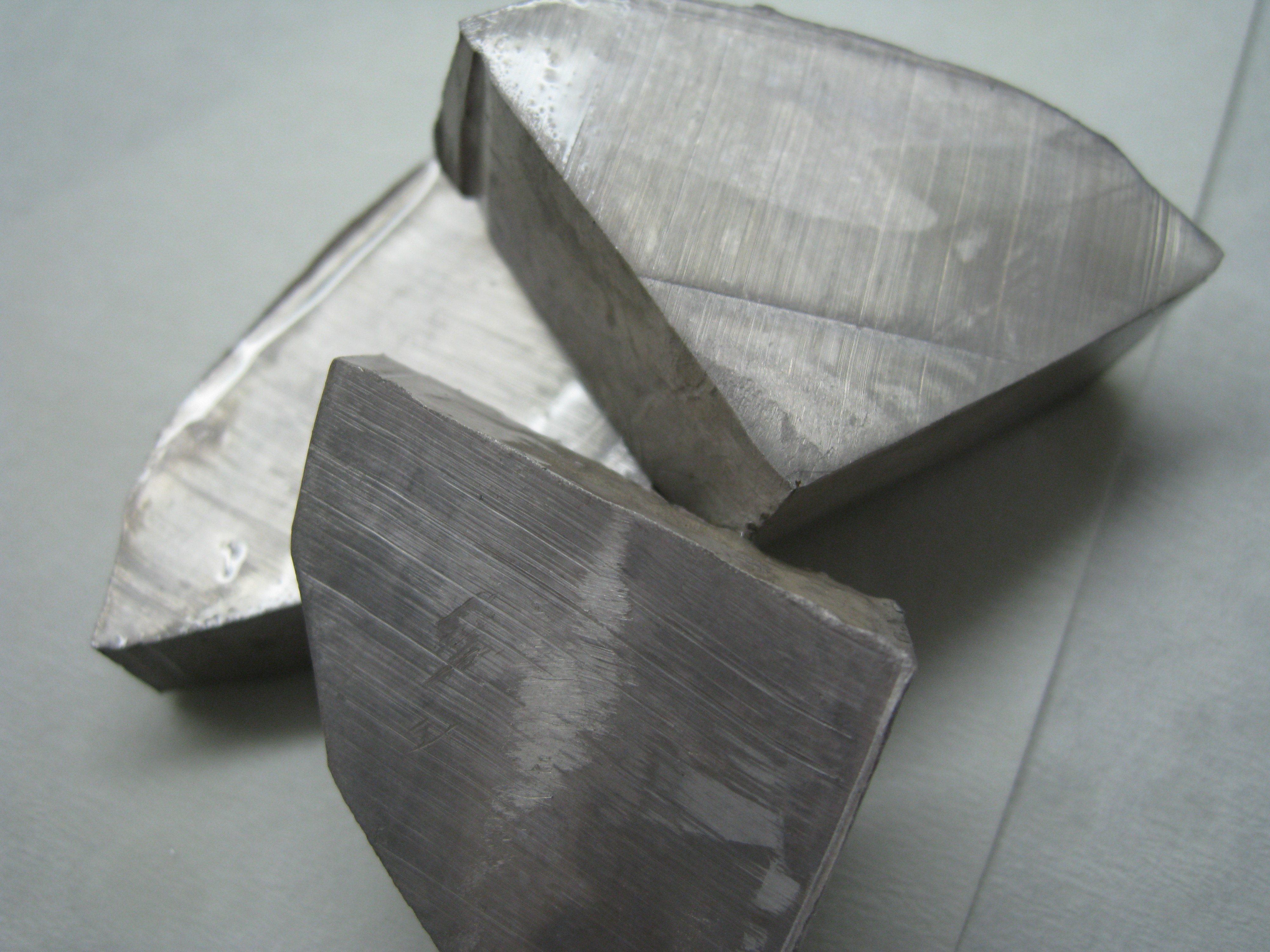
Натрий
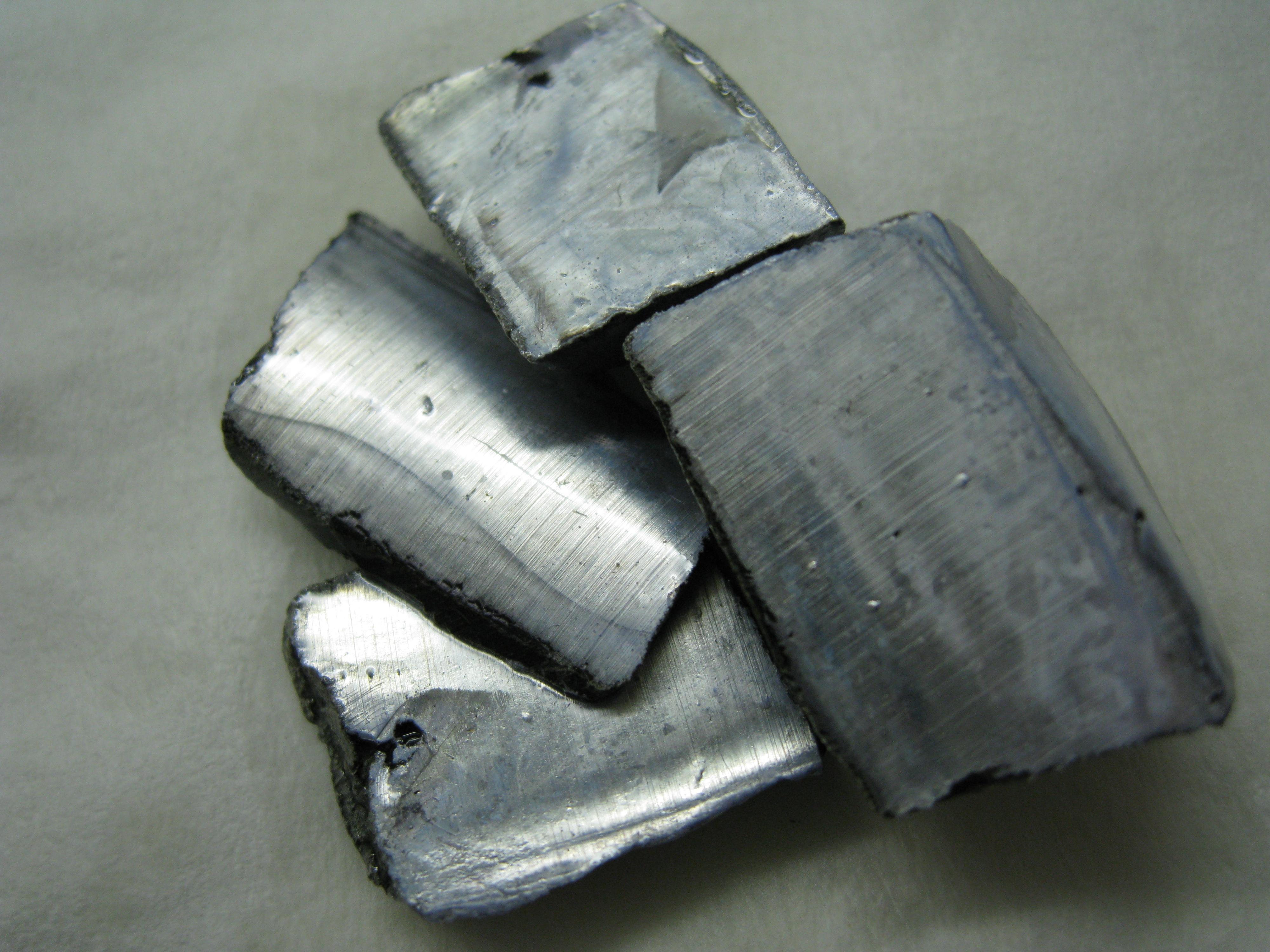
Калий
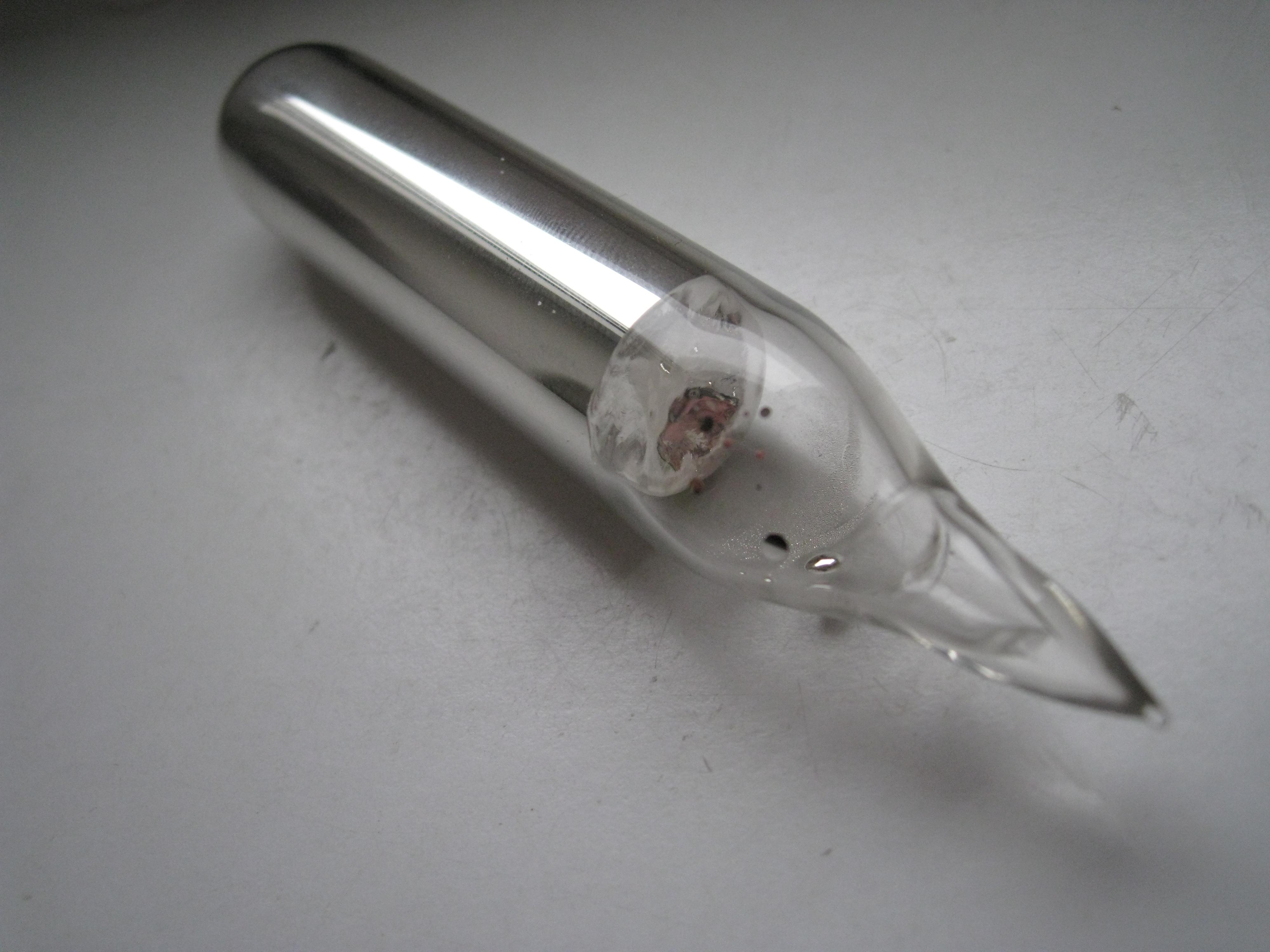
Рубидий
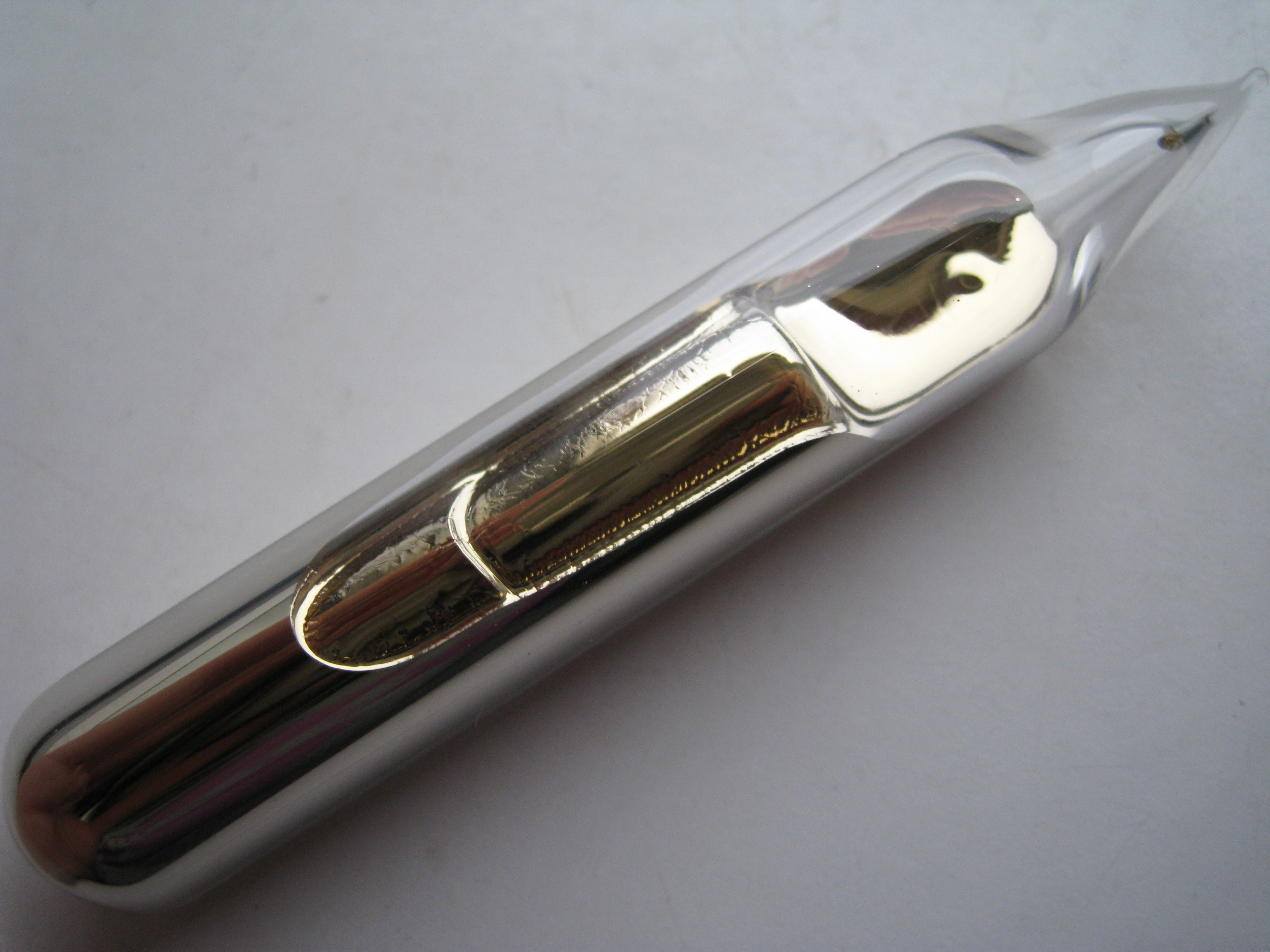
Цезий

Многие минералы содержат в своём составе щелочные металлы. Например, ортоклаз, или полевой шпат, состоит из алюмосиликата калия K2[Al2Si6O16], аналогичный минерал, содержащий натрий — альбит — имеет состав Na2[Al2Si6O16]. В морской воде содержится хлорид натрия NaCl, а в почве — соли калия — сильвин KCl, сильвинит NaCl·KCl, карналлит KCl·MgCl2·6H2O, полигалит K2SO4·MgSO4·CaSO4·2H2O.

## Химические свойства щелочных металлов
Из-за высокой химической активности щелочных металлов по отношению к воде, кислороду, и иногда даже и азоту (Li) их хранят под слоем керосина. Чтобы провести реакцию со щелочным металлом, кусочек нужного размера аккуратно отрезают скальпелем под слоем керосина, в атмосфере аргона тщательно очищают поверхность металла от продуктов его взаимодействия с воздухом и только потом помещают образец в реакционный сосуд.

### Взаимодействие с водой
Важное свойство щелочных металлов — их высокая активность по отношению к воде. Наиболее спокойно (без взрыва) реагирует с водой литий:
{\displaystyle {\mathsf {2\ Li+2\ H_{2}O\longrightarrow 2\ LiOH+\ H_{2}\uparrow }}}
При проведении аналогичной реакции натрий горит жёлтым пламенем и происходит небольшой взрыв. Калий ещё более активен: в этом случае взрыв гораздо сильнее, а пламя окрашено в фиолетовый цвет.

### Взаимодействие с кислородом
Продукты горения щелочных металлов на воздухе имеют разный состав в зависимости от активности металла.
- Только литий сгорает на воздухе с образованием оксида стехиометрического состава:

{\displaystyle {\mathsf {4\ Li+\ O_{2}\longrightarrow 2\ Li_{2}O}}}
- При горении натрия в основном образуется пероксид Na2O2 с небольшой примесью надпероксида NaO2:

{\displaystyle {\mathsf {2\ Na+\ O_{2}\longrightarrow \ Na_{2}O_{2}}}}
- В продуктах горения калия, рубидия и цезия содержатся в основном надпероксиды:

{\displaystyle {\mathsf {K+\ O_{2}\longrightarrow \ KO_{2}}}}
{\displaystyle {\mathsf {Rb+\ O_{2}\longrightarrow \ RbO_{2}}}}
{\displaystyle {\mathsf {Cs+\ O_{2}\longrightarrow \ CsO_{2}}}}
Для получения оксидов натрия и калия нагревают смеси гидроксида, пероксида или надпероксида с избытком металла в отсутствие кислорода:
{\displaystyle {\mathsf {2\ Na+2\ NaOH\longrightarrow 2\ Na_{2}O+\ H_{2}\uparrow }}}
{\displaystyle {\mathsf {2\ Na+\ Na_{2}O_{2}\longrightarrow 2\ Na_{2}O}}}
{\displaystyle {\mathsf {3\ K+\ KO_{2}\longrightarrow 2\ K_{2}O}}}
Для кислородных соединений щелочных металлов характерна следующая закономерность: по мере увеличения радиуса катиона щелочного металла возрастает устойчивость кислородных соединений, содержащих пероксид-ион О2−
2 и надпероксид-ион O−
2.
Для тяжёлых щелочных металлов характерно образование довольно устойчивых озонидов состава ЭО3. Все кислородные соединения имеют различную окраску, интенсивность которой увеличивается в ряду от Li до Cs:
| Формула кислородного соединения | Цвет              |
| ------------------------------- | ----------------- |
| Li2O                            | Белый             |
| Na2O                            | Белый             |
| K2O                             | Желтоватый        |
| Rb2O                            | Жёлтый            |
| Cs2O                            | Оранжевый         |
| Na2O2                           | Светло- жёлтый    |
| KO2                             | Оранжевый         |
| RbO2                            | Тёмно- коричневый |
| CsO2                            | Жёлтый            |

Оксиды щелочных металлов обладают всеми свойствами, присущими основным оксидам: они реагируют с водой, кислотными оксидами и кислотами:
{\displaystyle {\mathsf {Li_{2}O+\ H_{2}O\longrightarrow 2\ LiOH}}}
{\displaystyle {\mathsf {K_{2}O+\ SO_{3}\longrightarrow \ K_{2}SO_{4}}}}
{\displaystyle {\mathsf {Na_{2}O+2\ HNO_{3}\longrightarrow 2\ NaNO_{3}+\ H_{2}O}}}
Пероксиды и надпероксиды проявляют свойства сильных окислителей:
{\displaystyle {\mathsf {Na_{2}O_{2}+2\ NaI+2\ H_{2}SO_{4}\longrightarrow \ I_{2}+2\ Na_{2}SO_{4}+2\ H_{2}O}}}
Пероксиды и надпероксиды интенсивно взаимодействуют с водой, образуя гидроксиды:
{\displaystyle {\mathsf {Na_{2}O_{2}+2\ H_{2}O\longrightarrow 2\ NaOH+\ H_{2}O_{2}}}}
{\displaystyle {\mathsf {2\ KO_{2}+2\ H_{2}O\longrightarrow 2\ KOH+\ H_{2}O_{2}+\ O_{2}\uparrow }}}

### Взаимодействие с другими веществами
Щелочные металлы реагируют со многими неметаллами. При нагревании они соединяются с водородом с образованием гидридов, с галогенами, серой, азотом, фосфором, углеродом и кремнием с образованием, соответственно, галогенидов, сульфидов, нитридов, фосфидов, карбидов и силицидов:
{\displaystyle {\mathsf {2\ Na+\ H_{2}\longrightarrow 2\ NaH}}}
{\displaystyle {\mathsf {2\ Na+\ Cl_{2}\longrightarrow 2\ NaCl}}}
{\displaystyle {\mathsf {2\ K+\ S\longrightarrow \ K_{2}S}}}
{\displaystyle {\mathsf {6\ Li+\ N_{2}\longrightarrow 2\ Li_{3}N}}}
{\displaystyle {\mathsf {2\ Li+2\ C\longrightarrow \ Li_{2}C_{2}}}}
При нагревании щелочные металлы способны реагировать с другими металлами, образуя интерметаллиды. Активно (со взрывом) щелочные металлы реагируют с кислотами.
Щелочные металлы растворяются в жидком аммиаке и его производных — аминах и амидах:
{\displaystyle {\mathsf {2\ Na+2\ NH_{3}\longrightarrow 2\ NaNH_{2}+\ H_{2}\uparrow }}}
При растворении в жидком аммиаке щелочной металл теряет электрон, который сольватируется молекулами аммиака и придаёт раствору голубой цвет. Образующиеся амиды легко разлагаются водой с образованием щёлочи и аммиака:
{\displaystyle {\mathsf {KNH_{2}+\ H_{2}O\longrightarrow \ KOH+\ NH_{3}\uparrow }}}
Щелочные металлы взаимодействуют с органическими веществами спиртами (с образованием алкоголятов) и карбоновыми кислотами (с образованием солей):
{\displaystyle {\mathsf {2\ Na+2\ CH_{3}CH_{2}OH\longrightarrow 2\ CH_{3}CH_{2}ONa+\ H_{2}\uparrow }}}
{\displaystyle {\mathsf {2\ Na+2\ CH_{3}COOH\longrightarrow 2\ CH_{3}COONa+\ H_{2}\uparrow }}}

### Качественное определение щелочных металлов
Поскольку потенциалы ионизации щелочных металлов невелики, то при нагревании металла или его соединений в пламени атом ионизируется, окрашивая пламя в определённый цвет:
Окраска пламени щелочными металлами 
 и их соединениями
| Щелочной металл | Цвет пламени      |
| --------------- | ----------------- |
| Li              | Карминно-красный  |
| Na              | Жёлтый            |
| K               | Фиолетовый        |
| Rb              | Буро-красный      |
| Cs              | Фиолетово-красный |

## Получение щелочных металлов

### Электролиз расплавов галогенидов
Для получения щелочных металлов используют в основном электролиз расплавов их галогенидов, чаще всего — хлоридов, образующих природные минералы:
{\displaystyle {\mathsf {2\ LiCl\longrightarrow 2\ Li+\ Cl_{2}\uparrow }}}
катод: {\displaystyle {\mathsf {Li^{+}}}+e\longrightarrow {\mathsf {Li}}}
анод: {\displaystyle {\mathsf {2Cl^{-}}}-2e\longrightarrow {\mathsf {Cl_{2}}}\uparrow }

### Электролиз расплавов гидроксидов
Иногда для получения щелочных металлов проводят электролиз расплавов их гидроксидов:
{\displaystyle {\mathsf {4\ NaOH\longrightarrow 4\ Na+2\ H_{2}O+\ O_{2}\uparrow }}}
катод:  {\displaystyle {\mathsf {Na^{+}}}+e\longrightarrow {\mathsf {Na}}}
анод: {\displaystyle {\mathsf {4OH^{-}}}-4e\longrightarrow {\mathsf {2H_{2}O+O_{2}}}\uparrow }

### Восстановление из галогенидов
Щелочной металл может быть восстановлен из соответствующего хлорида или бромида кальцием, магнием, кремнием и др. восстановителями при нагревании под вакуумом до 600—900 °C:
{\displaystyle {\mathsf {2\ MCl+\ Ca\longrightarrow 2\ M\uparrow +\ CaCl_{2}}}}
Чтобы реакция пошла в нужную сторону, образующийся свободный щелочной металл (M) должен удаляться путём отгонки. Аналогично возможно восстановление цирконием из хромата. 
Поскольку щелочные металлы в электрохимическом ряду напряжений находятся левее водорода, то электролитическое получение их из водных растворов солей невозможно; в этом случае образуются соответствующие щёлочи и водород.

## Соединения щелочных металлов

### Гидроксиды
Для получения гидроксидов щелочных металлов в основном используют электролитические методы. Наиболее крупнотоннажным является производство гидроксида натрия электролизом концентрированного водного раствора поваренной соли:
{\displaystyle {\mathsf {2\ NaCl+2\ H_{2}O\longrightarrow \ H_{2}\uparrow +\ Cl_{2}\uparrow +2\ NaOH}}}
катод: {\displaystyle 2\ {\mathsf {H^{+}}}+2\ e\longrightarrow \ {\mathsf {H_{2}}}\uparrow }
анод: {\displaystyle 2\ {\mathsf {Cl^{-}}}-2\ e\longrightarrow \ {\mathsf {Cl_{2}}}\uparrow }
Прежде щёлочь получали реакцией обмена:
{\displaystyle {\mathsf {Na_{2}CO_{3}+\ Ca(OH)_{2}\longrightarrow \ CaCO_{3}\downarrow +2\ NaOH}}}
Получаемая таким способом щёлочь была сильно загрязнена содой Na2CO3.
Гидроксиды щелочных металлов — белые гигроскопичные вещества, водные растворы которых являются сильными основаниями. Они участвуют во всех реакциях, характерных для оснований — реагируют с кислотами, кислотными и амфотерными оксидами, амфотерными гидроксидами:
{\displaystyle {\mathsf {2\ LiOH+\ H_{2}SO_{4}\longrightarrow \ Li_{2}SO_{4}+2\ H_{2}O}}}
{\displaystyle {\mathsf {2\ KOH+\ CO_{2}\longrightarrow \ K_{2}CO_{3}+\ H_{2}O}}}
{\displaystyle {\mathsf {KOH+\ Al(OH)_{3}\longrightarrow \ K[Al(OH)_{4}]}}}
Гидроксиды щелочных металлов при нагревании возгоняются без разложения, за исключением гидроксида лития, который так же, как гидроксиды металлов главной подгруппы II группы, при прокаливании разлагается на оксид и воду:
{\displaystyle {\mathsf {2\ LiOH\longrightarrow \ Li_{2}O+\ H_{2}O}}}
Гидроксид натрия используется для изготовления мыла, синтетических моющих средств, искусственного волокна, органических соединений, например фенола.

### Соли
Важным продуктом, содержащим щелочной металл, является сода Na2CO3. Основное количество соды во всём мире производят по методу Сольве, предложенному ещё в начале XX века. Суть метода состоит в следующем: водный раствор NaCl, к которому добавлен аммиак, насыщают углекислым газом при температуре 26—30 °C. При этом образуется малорастворимый гидрокарбонат натрия, называемый питьевой содой:
{\displaystyle {\mathsf {NaCl+\ NH_{3}+\ CO_{2}+\ H_{2}O\longrightarrow \ NaHCO_{3}\downarrow +\ NH_{4}Cl}}}
Аммиак добавляют для нейтрализации кислотной среды, возникающей при пропускании углекислого газа в раствор, и получения гидрокарбонат-иона HCO3−, необходимого для осаждения гидрокарбоната натрия. После отделения питьевой соды раствор, содержащий хлорид аммония, нагревают с известью и выделяют аммиак, который возвращают в реакционную зону:
{\displaystyle {\mathsf {2\ NH_{4}Cl+\ Ca(OH)_{2}\longrightarrow 2\ NH_{3}\uparrow +\ CaCl_{2}+2\ H_{2}O}}}
Таким образом, при аммиачном способе получения соды единственным отходом является хлорид кальция, остающийся в растворе и имеющий ограниченное применение.
При прокаливании гидрокарбоната натрия получается кальцинированная, или стиральная, сода Na2CO3 и диоксид углерода, используемый в процессе получения гидрокарбоната натрия:
{\displaystyle {\mathsf {2\ NaHCO_{3}\longrightarrow \ Na_{2}CO_{3}+\ CO_{2}\uparrow +\ H_{2}O}}}
Основной потребитель соды — стекольная промышленность.
В отличие от малорастворимой кислой соли NaHCO3, гидрокарбонат калия KHCO3 хорошо растворим в воде, поэтому карбонат калия, или поташ, K2CO3 получают действием углекислого газа на раствор гидроксида калия:
{\displaystyle {\mathsf {2\ KOH+\ CO_{2}\longrightarrow \ K_{2}CO_{3}+\ H_{2}O}}}
Поташ используют в производстве стекла и жидкого мыла.
Литий — единственный щелочной металл, для которого не получен гидрокарбонат. Причина этого явления в очень маленьком радиусе иона лития, который не позволяет ему удерживать довольно крупный ион HCO−
3.

## Безопасность
Все щелочные металлы проявляют высокую активность при взаимодействии с водой, кислородом, галогенами и другими соединениями. Особенно опасны взаимодействия с водой, так как продуктами реакций являются едкие щёлочи, а также происходит огромное выделение энергии, сопровождаемое огненной вспышкой (в случае с калием) или взрывом (в случае с рубидием или цезием). Поэтому необходимо соблюдать правила безопасности при работе с ними. Работа должна проводиться исключительно в перчатках из латекса, также необходимо надевать защитные очки. В экспериментах используют только небольшие количества, манипуляции с которыми производят при помощи щипцов; в случае непрореагировавших остатков щелочных металлов (например, натрия или калия), применяют утилизацию в обезвоженном спирте. Рубидий и цезий ввиду чрезвычайно высокой химической активности (взрывоопасные) практически не применяют в опытах. Хранят щелочные металлы под слоем керосина в герметически закрытых сосудах. Нельзя тушить щелочные металлы водой, поскольку реакция сопровождается взрывом. Остатки щелочных металлов ликвидируют этиловым спиртом.